# Stilobezzia versicolor
Stilobezzia versicolor är en tvåvingeart som först beskrevs av Ingram och John William Scott Macfie 1921.  Stilobezzia versicolor ingår i släktet Stilobezzia och familjen svidknott. Inga underarter finns listade i Catalogue of Life.